# Stanica (województwo dolnośląskie)
Stanica (niem. Haltauf) – osada w Polsce położona w województwie dolnośląskim, w powiecie strzelińskim, w gminie Przeworno.
Do 2024 r. miejscowość była przysiółkiem wsi Konary. W latach 1975–1998 miejscowość administracyjnie należała do województwa wałbrzyskiego.

## Historia
W 1643 r. właścicielem wsi był  Zygmunt von Gaffron und Ober-Stradam (1590-1648) ur. i zm. w Stanicy, który ożenił się z Anną von Sauerma-Jeltsch.  W 1840 r. posiadaczem był baron Hermann von Gaffron, dyrektor Śląskiego Instytutu Kredytowego. W 1870 r. właścicielem Theodor von Gaffron, hrabia Rzeszy, szambelan królewski.

## Zabytki
Do wojewódzkiego rejestru zabytków wpisany jest:
- zespół pałacowy, nr 4:
  - pałac, z około 1840 r.
  - park, z XIX w.

## Bibliografia

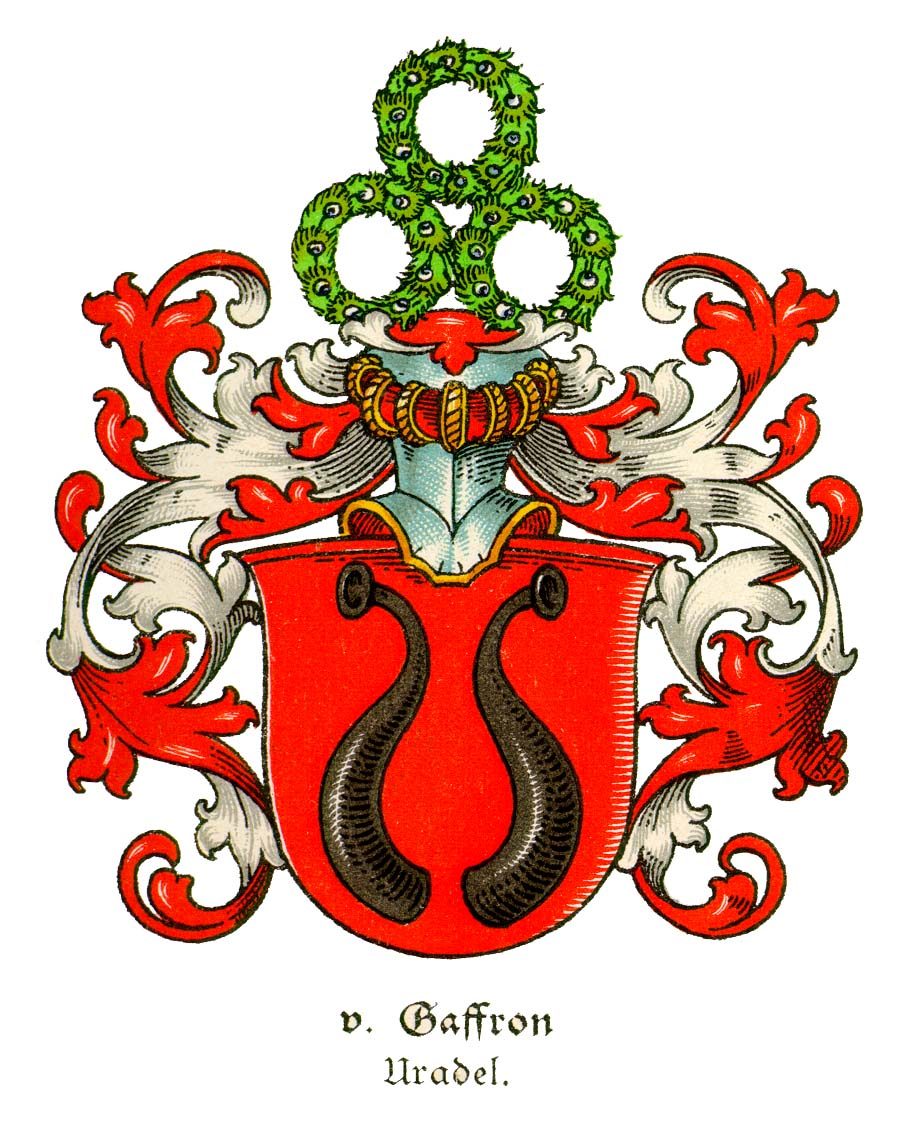
Herb von Gaffron